# موسس، ارمنستان
موُسس (به ارمنی: Մովսեսգյուղ) یک روستا در ارمنستان است که در استان تاووش واقع شده‌است.  در  کیلومتری شمال ایجوان، مرکز استان تاووش واقع شده است.

## خصوصیات
موسس  ۱٬۷۴۸ نفر جمعیت دارد و در ارتفاع  متر بالاتر از سطح دریا قرار گرفته است.

## نگارخانه

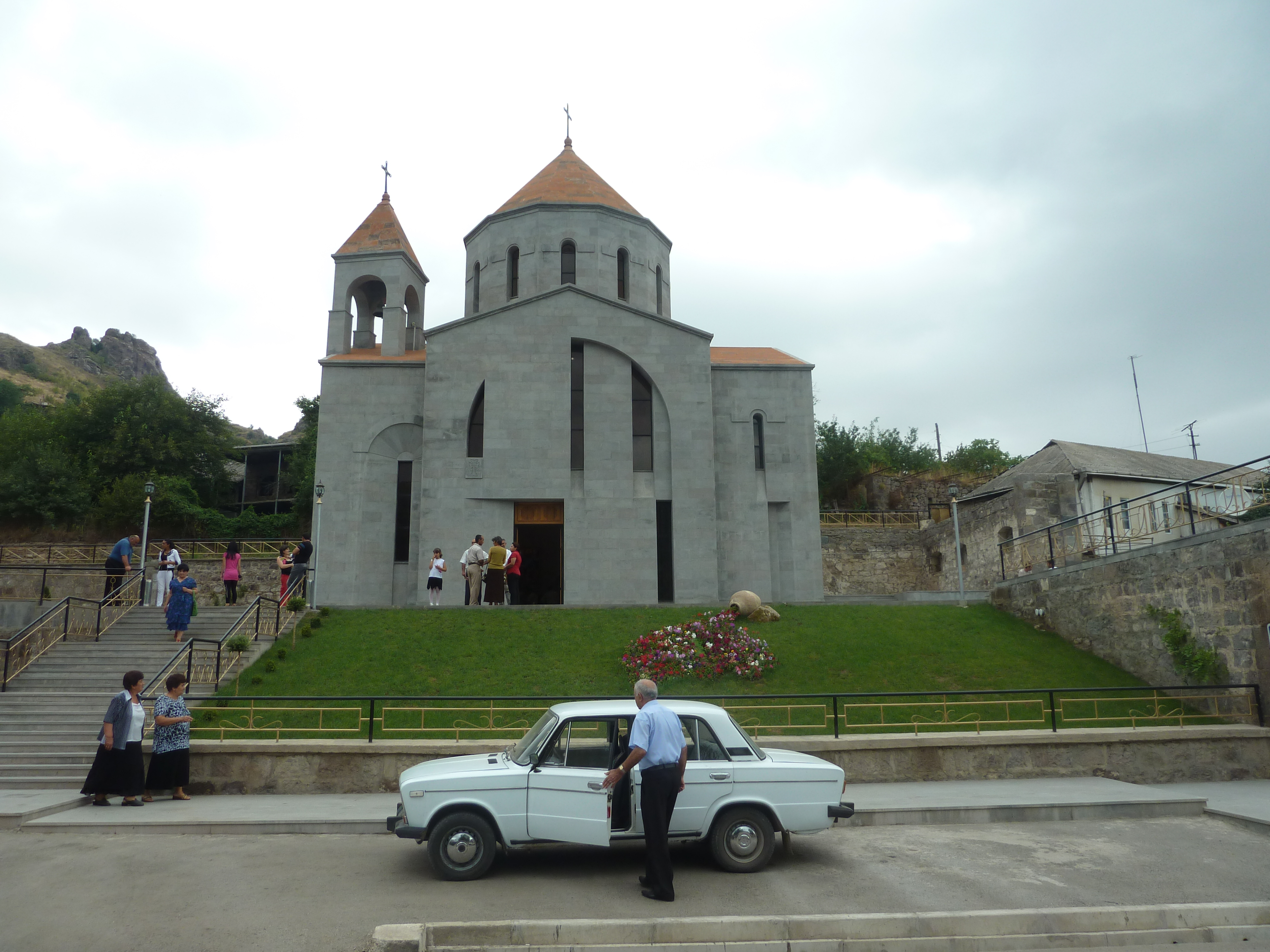
Holy Mother of God church
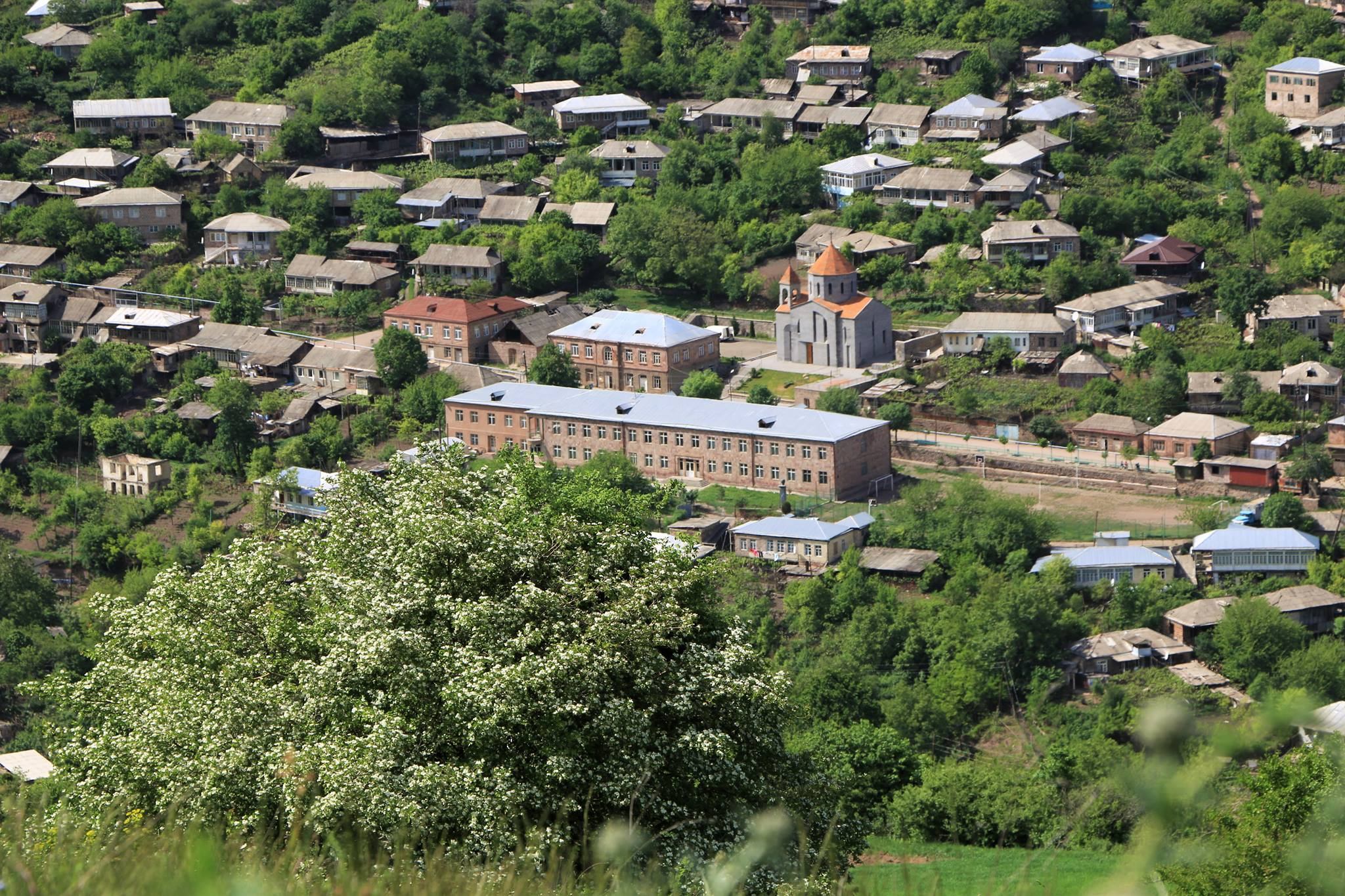
A view of Movses
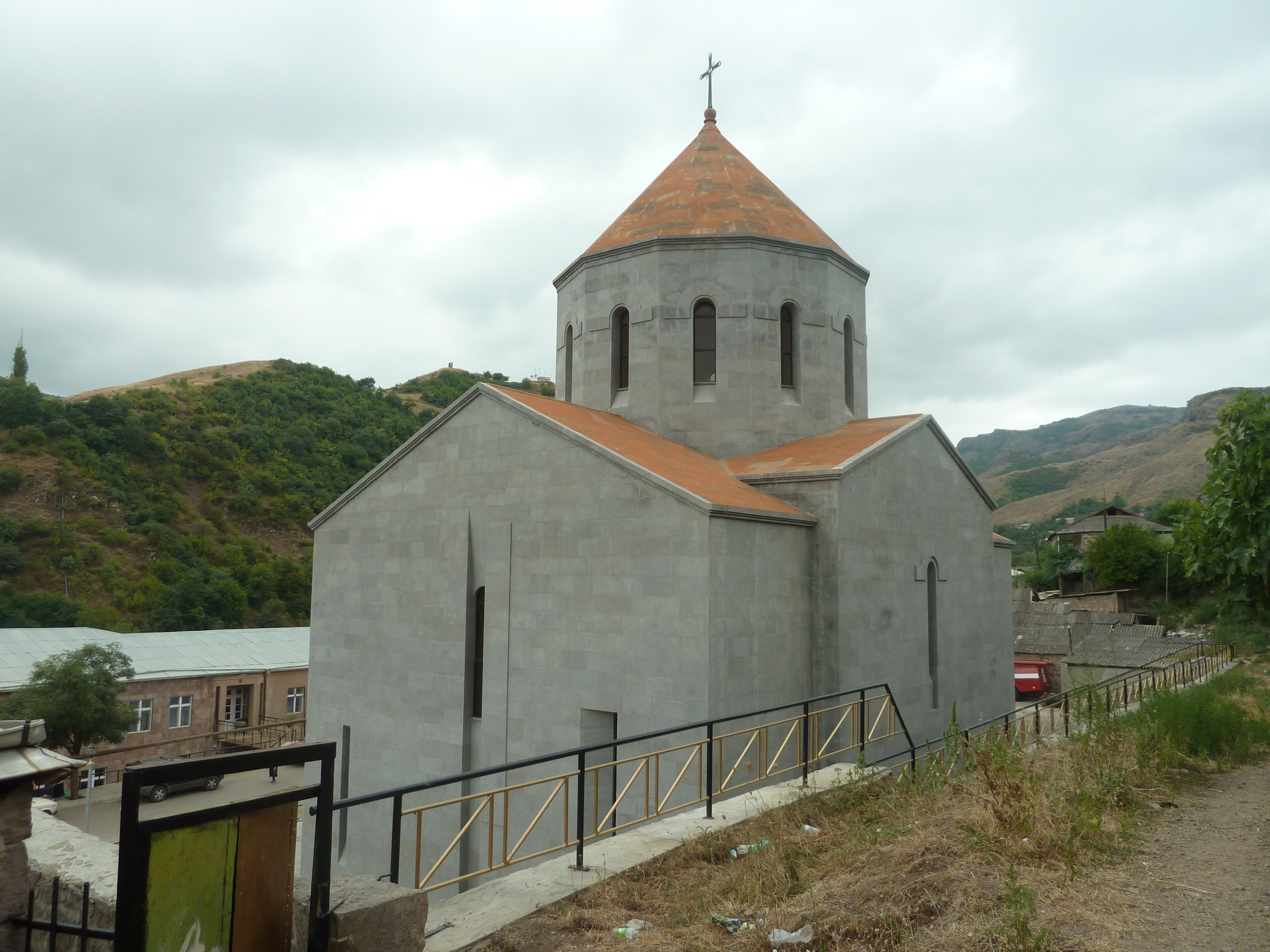
Holy Mother of God Church
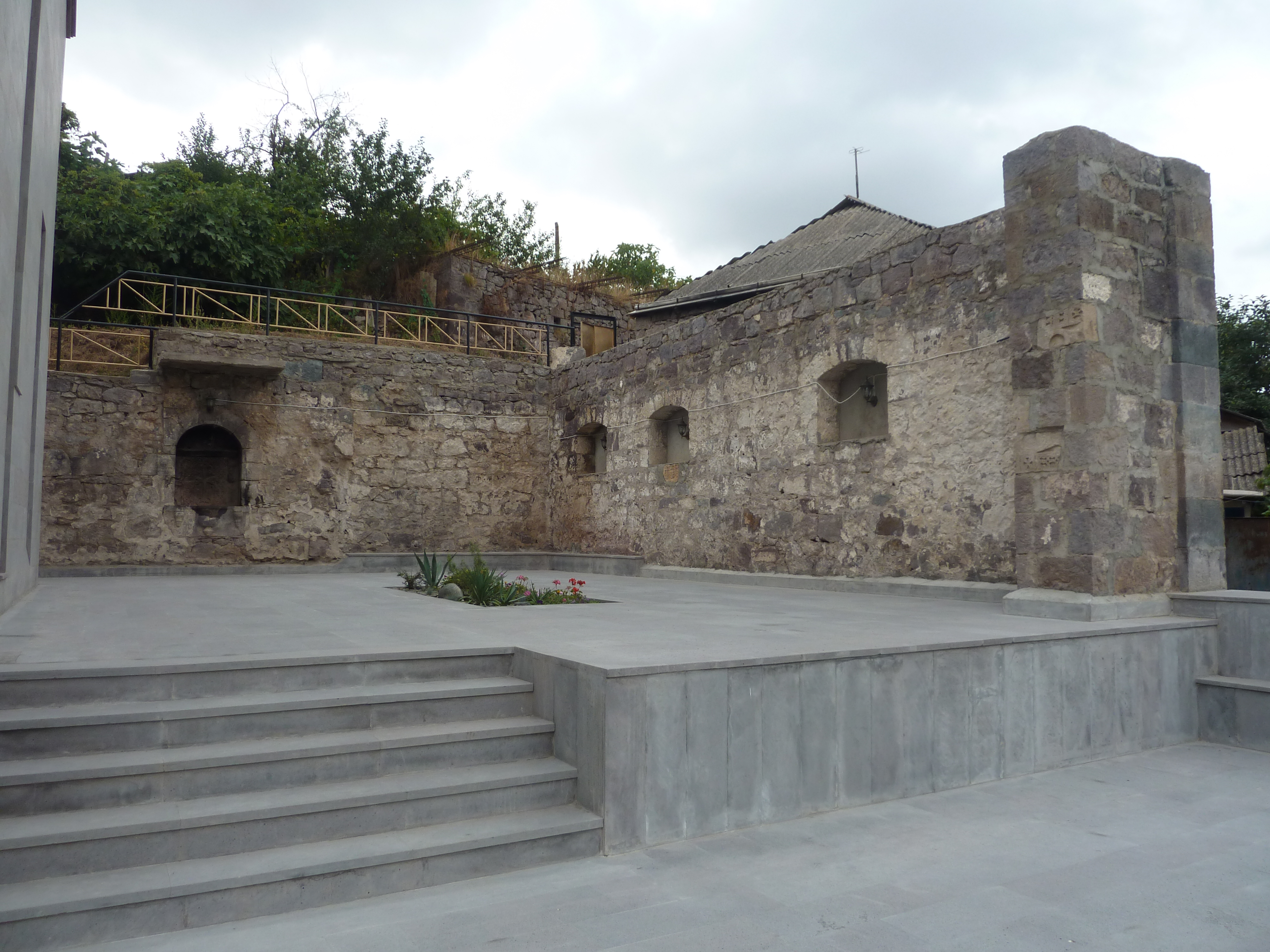
St. Astvatsatsin Church
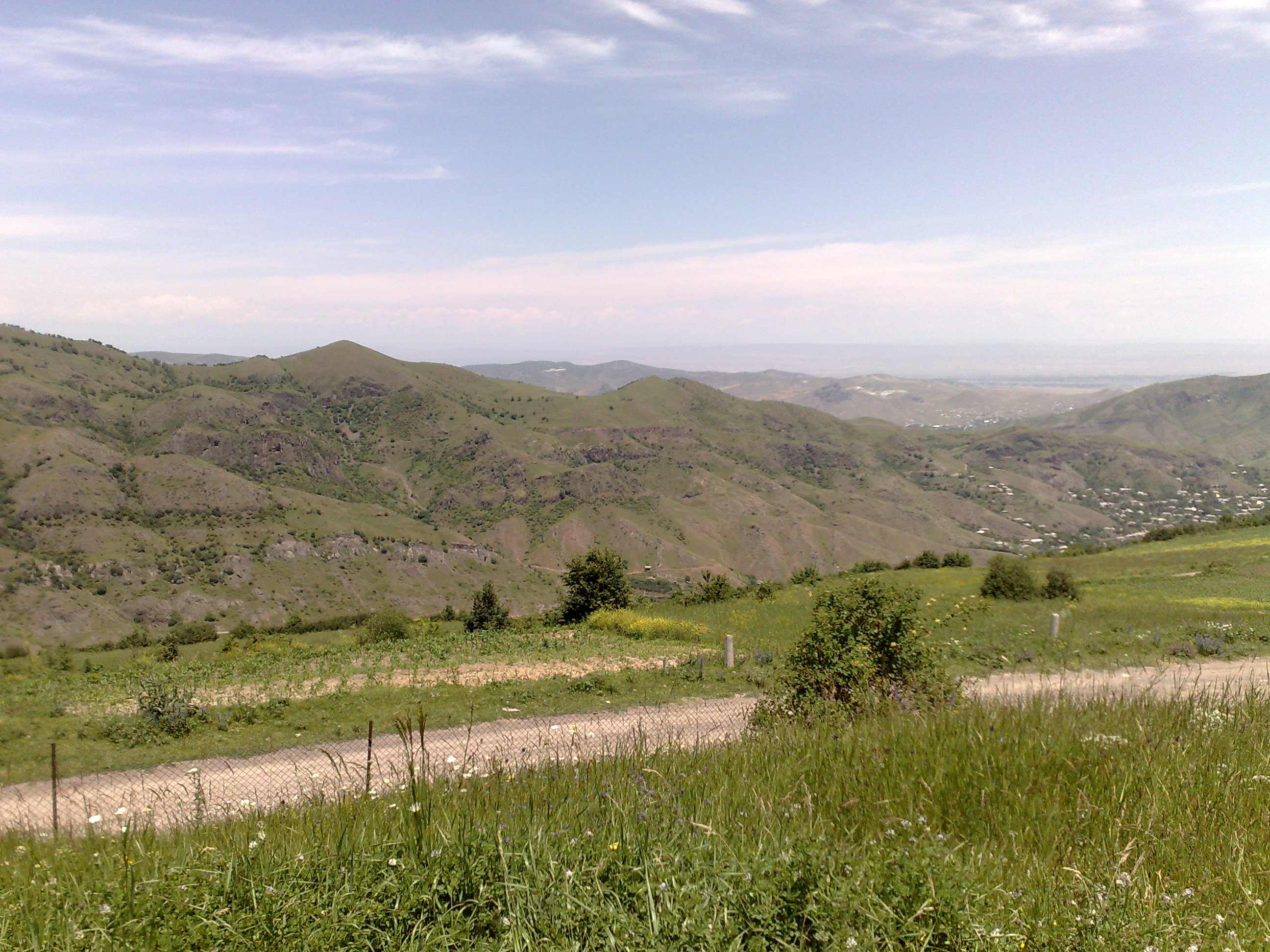
Scenery around Movses